# Europese weg 381
De Europese weg 381 of E381 is een voormalige Europese weg die liep van Kiev in Oekraïne naar Orel in Rusland.

## Algemeen
De Europese weg 381 was een Klasse B-verbindingsweg en verbindt het Oekraïense Kiev met het Russische Orel. De route is door de UNECE als volgt vastgelegd: Kiev - Orel. In 2002/2003 is als volgt van volledige overlap met ander Europese wegen besloten de E381 op te heffen.